# Корсун Ольга Сергіївна
О́льга Сергі́ївна Ко́рсун (* 1996) — українська легкоатлетка. Майстер спорту України міжнародного класу з легкої атлетики.

## З життєпису
Народилася 1996 року. Перший міжнародний досвід здобула 2015-го на юніорському чемпіонаті Європи в Ескільстуні, де вибула у кваліфікації з результатами 5,92 м та 12,53 м у стрибках в довжину та потрійному стрибку.
Через 2 роки вона не вийшла у фінал на чемпіонаті Європи U23 у Бидгощі з результатом 13,01 м.
2019 року брала участь у чемпіонаті Європи в приміщенні (Глазго) і вибула з результатом 13,33 м у кваліфікації. Виграла Літню Універсіаду в Неаполі з новим особистим рекордом 13,90 м, але невдовзі після цього була дискваліфікована за вживання допінгу, і її позбавили золотої медалі.
2022 року повернулася у спорт